# Rio Budoş (Turia)
O Rio Budoş é um rio da Romênia afluente do Rio Balvanyos, localizado no distrito de Covasna.